# Johannes Wilhelmus Timpe
Johannes Wilhelmus Timpe (gedoopt, volgens huwelijksakte, op 17 april 1770 in Glane bij Osnabrück - Groningen, 7 juni 1837) was een Groninger orgelbouwer. Hij trouwde op 3 januari 1813 met Petronella le Jeune.

## Biografie
Timpe was eerst werkzaam in de orgelmakerij van Nicolaus Anthony Lohman en vanaf 1806 in die van Heinrich Hermann Freytag. Na diens dood vestigde hij zich in 1812 voor eigen rekening. Zijn bekendste orgel staat in de Nieuwe Kerk te Groningen. Verder is hij betrokken geweest bij veranderingen aan het Schnitgerorgels in de Martinikerk en de Der Aa-kerk. Ook de Doopsgezinde kerk bezat tot circa 1960 een orgel van Timpe.

Na Timpes dood in 1837 zette Petrus van Oeckelen zijn bedrijf onder eigen naam voort.

## Orgels
| jaar      | plaats     | kerk               | afbeelding | manualen | registers | opmerkingen |
| --------- | ---------- | ------------------ | ---------- | -------- | --------- | --- |
| 1811      | Oostwold   | Kerk van Oostwold  |            | II/p     | 18        | Freytag-orgel van Oostwold mogelijk voltooid door Timpe; van zijn betrokkenheid bestaat geen bewijs, het zou ook door Matthias Martin (1760-1826) gedaan kunnen zijn. 1860 ombouw door Petrus van Oeckelen |
| 1812      | Warffum    | Kerk van Warffum   |            | II/P     | 24        | nieuwbouw van Freytag door Timpe voltooid |
| 1813–1815 | Zutphen    | Sint Walburgiskerk |            | III/P    | 38        | ombouw van het orgel van H.H. Bader (1643) |
| 1816      | Groningen  | Doopsgezinde kerk  |            |          |           | 1960 vervangen |
| 1818      | Emden      | Neue Kirche        |            | II/P     | 30        | enige nieuwbouw in Duitsland; 1944 vernield |
| 1821      | Groningen  | St. Dominicuskerk  |            | I        |           | sinds 1840 in de Waalse kerk te Zwolle (foto); 1892 ombouw door Jan Proper |
| 1821–1822 | Middelbert | Martinuskerk       |            | II/p     | 15        | nieuwbouw |
| 1824      | Veendam    | Hervormde kerk     |            | II/P     | 33        | nieuwbouw |
| 1830      | Groningen  | Der Aa-kerk        |            | III/P    | 32        | Schnitger-orgel uit 1702, in 1815–1816 door Timpe overgeplaatst uit de Broerkerk, 1830 ombouw (bovenwerk in plaats van borstwerk)                                                                          |
| 1831      | Groningen  | Nieuwe kerk        |            | III/P    | 42        | nieuwbouw naar ontwerp van Petrus van Oeckelen |